# Money Isn't Everything (film 1918)
Money Isn't Everything è un film muto del 1918 diretto da Edward Sloman.

## Produzione
Il film fu prodotto dall'American Film Company. Venne girato con il titolo di lavorazione Beauty to Let, dal titolo di un racconto originale di Fred Jackson.

## Distribuzione
Il copyright del film, richiesto dall'American Film Co., Inc., fu registrato il 29 settembre 1918 con il numero LP12969. Distribuito dalla Pathé Exchange, il film uscì nello stesso giorno nelle sale cinematografiche statunitensi.